# Keenes
Keenes – wieś w Stanach Zjednoczonych, w stanie Illinois, w hrabstwie Wayne.